# Alto Biobío
Alto Biobío is een gemeente in de Chileense provincie Biobío in de regio Biobío. Alto Biobío telde 5.923 inwoners in 2017 en heeft een oppervlakte van 2125 km². De gemeente werd in 2003 afgesplitst van Santa Bárbara.
- Virtual International Authority File: 434145857889223021093